# Llop de Ferro
Llop de Ferro (en lituà: Geležinis Vilkas) va ser el nom del moviment feixista lituà. Es va formar el 1927 i va ser liderat per Augustinas Voldemaras. Disposava d'una secció violenta (Unió Nacional Lituana), que s'utilitzava contra els seus enemics polítics. Va ser prohibit el 1930 i el 1934 va intentar un cop d'estat contra el president Antanas Smetona, de tendència autoritària i anteriorment president honorari d'aquest mateix moviment. El 1938 Voldemaras es va exiliar. Durant l'ocupació alemanya a la Segona Guerra Mundial, molts dirigents de Llop de Ferro van col·laborar amb els ocupants.
El nom de l'organització, que ara comparteixen clubs de futbol i una secció de l'exèrcit lituà (Brigada d'Infanteria Motoritzada Llop de Ferro), prové de la història del somni de Gediminas, popularitzat al poema d'Adam Mickiewicz Pan Tadeusz:
And of Gediminas, who on Ponary's crest,

Warm in hunter's bearskin, lay down to rest.

Soothed by the songs of the wise Lizdejko,

Lulled by the rush of the sweet Vilejko,

He saw a wolf of iron in his dreams.